# بخش الوار
بخش الوار (به انگلیسی: Alwar district) یک منطقهٔ مسکونی در هند است که در Jaipur division واقع شده‌است. بخش الوار ۳٬۶۷۴٬۱۷۹ نفر جمعیت دارد.